# Periodiseringsfond
Periodiseringsfond, ett sätt för företag att jämna ut resultatet över flera år genom att minska årets skattemässiga resultat de år ett företag går med vinst. En avsättning till en periodiseringsfond kan ett sämre år lösas upp för att istället öka årets skattemässiga resultat. På det viset kan företag reducera konjunktursvängningar och om företaget över en 6 års cykel går med nollresultat inte heller betala någon skatt.

## Bakgrund
1994 sänktes bolagsskatten från 30% till 28%. Samtidigt avskaffades möjligheten att avsätta medel till skatteutjämningsreserv (surv) och istället infördes möjlighet att avsätta del av vinsten till periodiseringsfond. Skatteutjämningsreserverna hade 1990 i sin tur ersatt tidigare möjligheter till bokslutsdispositioner bestående av lagerreserv (där en procentuell del av bolagets lagervärde skapade möjlighet att via bokslutsdisposition flytta fram skattebetalning) och resultatutjämningsfond (populärt kallad ruf, där en procentuell del av lönerna skapade underlag till bokslutsdisposition).

## Nuvarande regler
Enskilda näringsidkare och fysiska personer som är delägare i svenska handelsbolag får sätta av max 30% av inkomsten, juridiska personer max 25%. Juridiska personer ska dessutom ta upp en schablonintäkt baserad på periodiseringsfonderna vid årets ingång till beskattning.
Man bestämmer själv vilket år man återför fonden till beskattning, det måste dock ske inom sex år. Periodiseringsfonderna återförs även till beskattning om man slutar bedriva näringsverksamhet.